# Muro Club de Fútbol
El Muro Club de Fútbol es un club de fútbol de España, de la localidad de Muro de Alcoy en la provincia de Alicante y actualmente juega en el grupo III de la Primera Regional de la Comunidad Valenciana, después de descender desde la Tercera División la temporada 2016-17 estando desde entonces en la categoría.

## Historia
El Club de Fútbol es un equipo amateur que ha jugado siempre en categorías regionales. Una buena temporada 2010-11 en la Regional Preferente Valenciana le permitió jugar la promoción de ascenso a la Tercera División, consiguiendo el ascenso frente al CD Acero de Puerto de Sagunto. En dicha temporada también logró el ascenso a Primera Regional el equipo filial, haciendo que el club fuera elegido como mejor entidad deportiva de la localidad en la novena Gala del Deporte, donde el exjugador Juan Oltra Senabre recibió una mención de honor.
El 20 de agosto de 2011 el club jugó su primer partido en Tercera División, haciendo una buena temporada en su debut en la categoría, manteniéndose en las primeras posiciones de la clasificación y con posibilidades de jugar el ascenso a Segunda División B en su primera temporada en categorías nacionales.
Finalmente, en la última jornada de la temporada, el 13 de mayo de 2012, se enfrentó en el campo de La Llomenta contra el CD Acero, rival directo por el ascenso, al que ganó por 4-1. Acabó la temporada en tercera posición y se clasificó para la promoción de ascenso a Segunda B. En la promoción de ascenso logró imponerse al Puerta Bonita después de empatar en Madrid (1-1) y vencer en la vuelta 2-1. En la segunda fase jugó contra el Yeclano, con el que perdería 0-4 en la ida y 3-0 en la localidad murciana.

## Uniforme
- Uniforme titular: Camiseta blanca, pantalón blanco y medias blancas.
- Uniforme alternativo: Camiseta naranja , pantalón naranja y medias naranjas.
- Uniforme porteros: Camiseta verde , pantalón verde  y medias verde .
- Uniforme alternativo porteros 1: Camiseta azul, pantalón azul y medias azul.
- Uniforme alternativo porteros 2: Camiseta gris, pantalón gris y medias gris.

## Datos del club
- Temporadas en 3.ª: 6
- Mejor puesto en 3.ª: 3º